# Ranunculus delphinifolius
Ranunculus delphinifolius DC. – gatunek rośliny z rodziny jaskrowatych (Ranunculaceae Juss.). Występuje naturalnie w Kanadzie, Stanach Zjednoczonych oraz Meksyku. 

## Systematyka
The Plant List uznaje R. delphinifolius za odrębny gatunek, jednak według innych źródeł jest synonimem gatunku R. flabellaris Raf.

## Biologia i ekologia
Rośnie na podmokłych łąkach oraz na torfowiskach, jednak nie znajduje się w całości pod wodą. 

## Zmienność
W obrębie tego gatunku wyróżniono jedną formę:
- Ranunculus delphinifolius f. terrestris (A. Gray) S.F. Blake